# Conflict of laws (England und Wales)
Im Recht von England und Wales bezeichnet Conflict of Laws oder Private International Law ein Rechtsgebiet, das sich mit den Problemen privatrechtlicher Fälle mit Auslandsberührung beschäftigt. Dabei werden drei Problemkreise unterschieden: Die Gerichtsbarkeit englischer Gerichte, das anzuwendende Recht und die Anerkennung ausländischer Entscheidungen. Als Ausland gilt dabei jedes Rechtssystem, das nicht dem Rechtssystem von England und Wales angehört, auch wenn es dem Vereinigten Königreich im völkerrechtlichen Sinne angehört, also auch Schottland und Nordirland.